# Lysiteles guiyang
Espèce
Lysiteles guiyang est une espèce d'araignées aranéomorphes de la famille des Thomisidae.

## Distribution
Cette espèce est endémique du Guizhou en Chine,. Elle se rencontre dans le district de Wudang.

## Description
Le mâle holotype mesure 2,98 mm.

## Systématique et taxinomie
Cette espèce a été décrite par Pan et Yu en 2024.

## Étymologie
Son nom d'espèce lui a été donné en référence au lieu de sa découverte, Guiyang.

## Publication originale
- Pan, Deng, Zhang & Yu, 2024 : « A survey of genus Lysiteles (Araneae: Thomisidae) from Guiyang, with description of a new species. » Sichuan Journal of Zoology, vol. 43, no 2, p. 215-224.